# 高橋夢大
高橋 夢大（たかはし ゆうだい、2001年11月30日 – ）は、静岡県焼津市出身の男子レスリング選手である。階級は79kg級。京都府立網野高等学校出身。弟の高橋海大もレスリング選手。

## 経歴

### 幼少期
2001年に静岡県焼津市に生まれた。レスリングを始めたのは5歳頃であり、幼少期は焼津市ジュニアレスリングクラブで練習した。小学4年時に全国少年少女レスリング選手権大会で優勝するも、それ以降、全国大会ではあまり良い結果が出せなかった。小学生の頃からよく合宿などに参加していた。京都府立網野高等学校に進学。

### 全国大会での活躍
高校1年生の時には全国高等学校総合体育大会レスリング競技大会（全国高校総体）で5位となり、また全国グレコローマン選手権大会で5位となった。全国大会で結果を残し始めたのは高校2年生の全国高等学校選抜レスリング大会からであり、高校の全国大会で決勝まで上がった（準優勝）のはこの大会が初めてだった。2018年夏の全国高校総体では優勝という結果を残せた。その後の国民体育大会レスリング競技でも優勝し、一気に全国にその名を轟かせた。2018年の全日本レスリング選手権大会（天皇杯）では3位に入賞し、さらに注目が集まることとなった。だが、2019年の全国高等学校選抜レスリング大会では決勝で敗北し2位。次なる大会のJOCジュニアオリンピックカップ（ジュニアの部）では、大学生も参加する中、優勝。決勝ではフォールという結果で優勝することができた。その後のインターハイ、国体も危なげなく優勝した。

### 全日本での功績

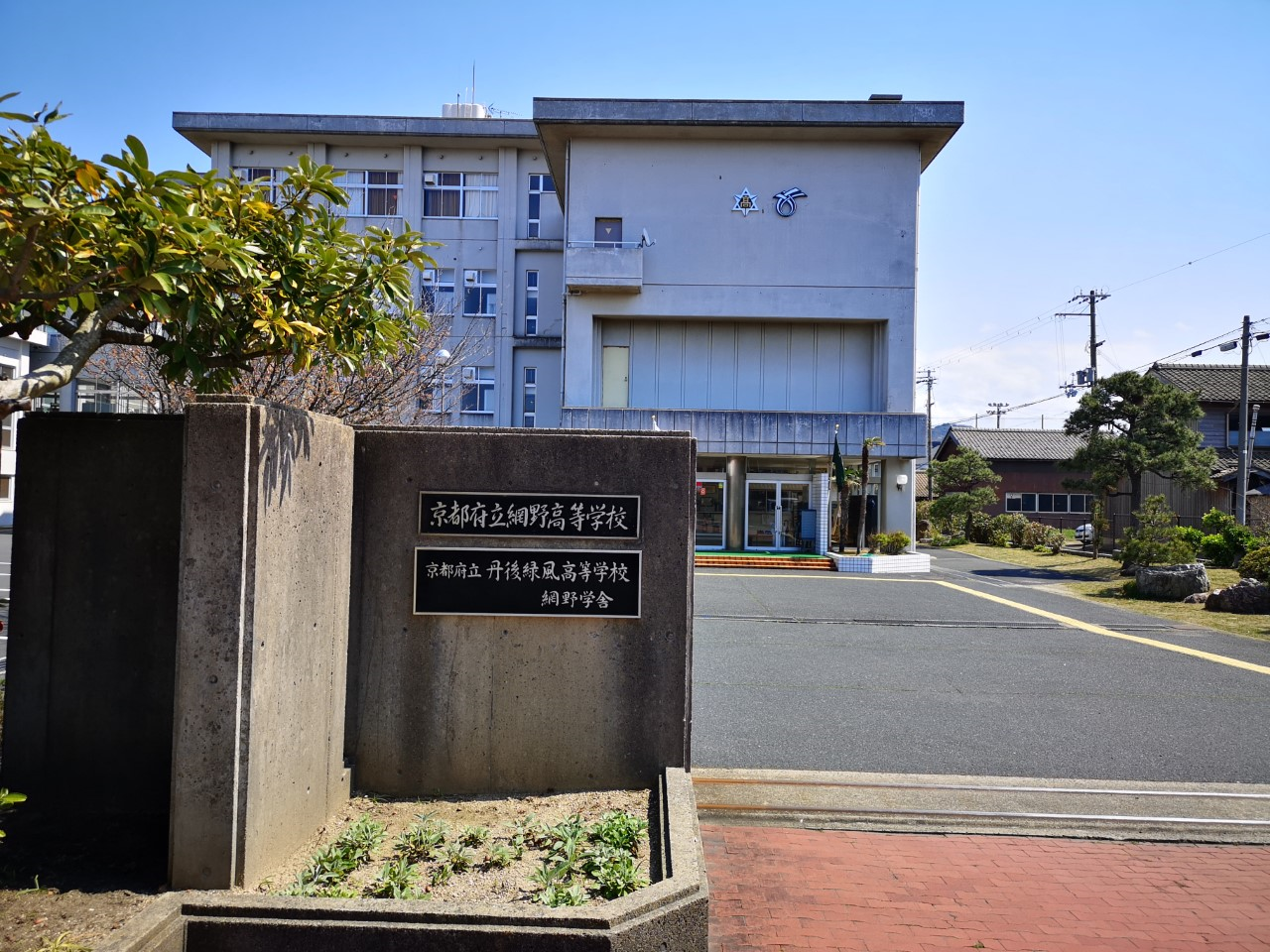
母校である京都府立網野高校。レスリング世界殿堂入りを果たした正田絢子教諭が指導している。

2018年の全日本選手権で3位に入賞した次の大会の全日本選抜レスリング選手権大会（明治杯）ではフリースタイル79kg級で優勝。大会史上初めての高校生王者に輝いた。17歳6ヶ月15日でのチャンピオンは史上初だった。この大会でレスリング世界選手権への出場権利を獲得した。高校生が世界選手権に出場するのは30年ぶり2回目だという。京都府や焼津市でも表彰を受けた。
2024年に三恵海運の所属となると、U-23世界選手権86㎏級で3位になった。弟は74kg級で優勝したため、兄弟でのメダル獲得となった。

## 成績

### 高校全国大会
- 2017年インターハイFS/84kg級 5位
- 2017年全国高校生グレコローマン選手権GR/84kg級 5位
- 2018年全国高校選抜大会FS/84kg級 2位
- 2018年JOCジュニアオリンピックカップ（カデット）FS/80kg級 2位
- 2018年インターハイFS/80kg級 優勝
- 2018年国民体育大会（少年）FS/80kg級 優勝
- 2019年JOCジュニアオリンピックカップ（ジュニア）FS/80kg級 優勝
- 2019年インターハイFS/80kg級 優勝

- 2019年国民体育大会FS/80kg級 優勝

### 国際大会
- 2018年アジア・カデット選手権FS/80kg級 3位
- 2019年世界ジュニア選手権FS/79kg級 8位
- 2019年世界選手権FS/79kg級 22位
- 2019年U23世界選手権FS/79kg級 12位

### 全日本大会
- 2018年天皇杯（男子フリースタイル）FS/79kg級 3位
- 2019年明治杯（男子フリースタイル）FS/79kg級 優勝
- 2019年天皇杯（男子フリースタイル）FS/79kg級 2位